# Michele Esposito
Michele Esposito (Castellammare di Stabia, Nàpols, Itàlia, 25 de setembre de 1855 – Dublín, Irlanda, 1929) fou un pianista i compositor italià.
A l'edat de 10 anys ingressà en el Conservatori de Nàpols, on i va estudiar durant vuit anys el piano amb Beniamino Cesi i la composició amb Serrao.
Després de romandre a París, el 1882 passà a Dublín, on fou nomenat professor de piano de la Royal Irish Academy of Music.
El 1899 funda en aquella capital la Dublin Orchestral Society, els concerts de la qual assolien un gran èxit.

## Obres publicades
- Dirdre: Cantata per a solos, cors i orquestra, guardona amb el premi Feis Ceoil, el 1897
- The Postbag: opereta, estrenada a Saint George’s Hall el 1902
- Quartet d'arc
- Sonata: per a violoncel i piano
- Diverses cançons i peces per a piano
- Iris Symphony: premiada el 1902
- Otello: obertura
- Obres orquestrals

El 1917 fou nomenat doctor en Música, honoris causa, per la Universitat de Dublín.